# Lithotactis calligastra
Lithotactis calligastra är en fjärilsart som beskrevs av Edward Meyrick 1938. Lithotactis calligastra ingår i släktet Lithotactis och familjen signalmalar. Inga underarter finns listade i Catalogue of Life.